# Sirius Black
Sirius Orion Black és un personatge de la sèrie de llibres de Harry Potter de l'escriptora britànica J. K. Rowling.
Sirius Black és un mag de sang pura. És fill dels mags Orion i Walburga Black.
Va tenir un germà petit, en Regulus Black, que va sucumbir a la pressió de la seva família i va acabar unint-se al grup dels cavallers de la Mort que eren seguidors de Voldemort. També és cosí de la Bel·latrix Lestrange, la Narcisa Malfoy i l'Andròmeda Tonks sent aquesta última la seva cosina preferida, ja que compartien la mateixa opinió sobre la igualtat entre els sang pura i impura. A més, en Sirius està emparentat amb la Nimfadora Tonks (la seva neboda segona) i amb en Draco Malfoy (el seu nebot segon) i és padrí d'en Harry James Potter.
Va néixer el 1960 i va ser assassinat per la seva cosina Bel·latrix Lestrange el 1996, durant la Batalla de la Conselleria, a l'assabentar-se que en Harry corria perill.
Va ser esmentat per primera vegada a Harry Potter i la pedra filosofal. El personatge es revela com clau en la vida d'en Harry en el tercer llibre de la saga, Harry Potter i el pres d'Azkaban.
En les novel·les se'l descriu com un home blanc, extremadament bonic, alt, amb un llarg cabell negre blavós i ulls grisos. No obstant això, després del seu injust tancament a Azkaban, en Sirius apareix notablement demacrat i prematurament envellit. És un bruixot molt dotat, tant físicament com intel·lectualment, i de gran talent. Té un caràcter fort, infantil i rebel.
Durant la seva infància i joventut a l'escola Hogwarts, en Sirius va tenir amistat amb els seus companys d'habitació de la residència de Gryffindor: el que seria el seu millor amic, en James Potter, l'home llop Remus Llopin i el traïdor, Ben Babbaw. D'aquesta amistat va sorgir, l'estimat i odiat a parts iguals, van formar un grupet, famós per fer de les seves a Hogwarts i per amargar l'existència de més d'un slytherin, com en Severus Snape (que mai oblidaria l'"intent d'assassinat" d'en Sirius en el seu tercer any, quan aquest va intentar de forma imprudent que un transformat Remus ataqués a l'Snape, o la seva humiliació pública a cinquè, per part d'en James Potter gràcies a l'encanteri no verbal Levicorpus, que va deixar més d'una intimitat d'en Severus a l'aire).
D'aquesta forta amistat entre en Sirius i en James, sorgeix l'oportunitat d'exercir de padrí d'en Harry, i li ofereix una visió única del seu passat, especialment dels seus pares James i Lily Potter, assassinats pel malvat Lord Voldemort quan en Harry només tenia un any i mig.
D'orígens aristocràtics, els primers problemes amb la seva fosca família van aparèixer quan, a l'edat d'11 anys, en Sirius Black va ser triat per a la residència de Gryffindor. Des de nen en Sirius va ser educat segons les idees radicals de la seva família sobre la importància de la puresa de la sang, i la necessitat de "netejar" el món màgic de sang de fang, muggles i traïdors de la sang; no obstant això, en Sirius es va rebel·lar contra la seva família i es va negar a seguir aquesta fosca ideologia, declarant-se partidari de la igualtat entre sangs i, per tant, antipartidari d'en Voldemort.
Rebel per naturalesa, incapaç de continuar suportant les crítiques i els atacs de la seva pròpia família, en Sirius es va escapar de casa a l'edat de 16 anys. Amb la inestimable ajuda econòmica del seu oncle, l'Alphard Black, i molt especialment del seu millor amic, en James Potter, que li va proporcionar una casa fins que va complir la majoria d'edat. Arran d'aquesta ruptura, la seva mare Walburga Black el va esborrar de l'arbre genealògic de la família; igual que prèviament havia fet amb la seva cosina Andròmeda Black.
Una de les característiques més notables d'en Sirius és la seva capacitat de convertir-se en un gran gos negre, ja que en Sirius és un animag (per aquest motiu el nom del personatge és el mateix que el gos de la constel·lació d'Orion, Sírius). Ell i els seus companys van assolir iniciar la seva vida d'animags amb la finalitat d'acompanyar a en Remus Llopin en el moment que sofria les seves transformacions d'home llop i cuidant-lo que no ataqués a ningú. Se sap que en aquestes ocasions Llopin i els seus amics s'amagaven a Ca l'Alfred.
Després que en Babbaw dirigís les sospites sobre la traïció dels Potter, i en Dumbledore confirmés que ell era el guardasecrets dels Potter, en Barty Crouch va enviar a en Sirius a Azkaban sense un judici. Empresonat durant dotze anys, va sobreviure transformant-se en un gos que els demèntors no podien veure. Va escapar-se després de reconèixer a en Cuapelada en una fotografia de diari. La recompensa per capturar-lo era de 10.000 galions. Gràcies a aquest poder, en Sirius aconsegueix ser el primer a evadir les custòdies de la presó d'Azkaban, els demèntors, l'any 1993, i així poder tornar a Hogwarts per a ajudar al seu fillol Harry Potter.
En Sirius Black mor a les mans de la seva cosina Bel·latrix, durant la batalla al final a Harry Potter i l'orde del Fènix. La seva cosina li llança un encanteri llançant-lo a l'arc que separa els vius dels morts; això ocorre a la sala cridada de les Profecies, on qui entra dins d'aquest arc no torna a sortir, aquesta sala es troba en una part de la Conselleria d'Afers Màgics, anomenada Departament de Misteris.
A Harry Potter i les relíquies de la Mort, realitza una aparició, gairebé al final del llibre, quan en Harry utilitza la Pedra de la Resurrecció. D'ella surten en James i la Lily Potter, en Sirius Black i en Remus Llopin i li parlen a en Harry de la mort, car aquest ha d'enfrontar-se a en Voldemort en la Batalla Final de Hogwarts.
No fa més aparicions al llarg del llibre.
En el cinema, en Sirius Black apareix és interpretat per l'actor britànic Gary Oldman.

## El que Rowling ha dit sobre en Sirius
- En Sirius era introbable, així com els llocs es fan immarcables, en Sirius era introbable.
- En Sirius mai es va casar perquè va estar massa ocupat sent rebel.
- Ell volia a en James com un germà, i va transmetre aquest sentiment cap a en Harry.
- Ell odiava a l'Snape, i aquest sentiment era mutu entre els dos.
- Era molt bo explicant filosofia personal, encara que no sempre estava a l'altura del que deia.
- No tractava bé als elfs domèstics, cosa que va aprendre de la seva mare, a diferència d'en Harry, que al final va valorar molt el coratge d'en Kreacher i l'afecte que en Dobby tenia cap a ell.

## Curiositats
- Al febrer de 2006, es va donar a conèixer l'arbre genealògic de la seva família: Arbre Genealògic dels Black (castellà)[Enllaç no actiu]

- El seu pare era, dins les possibilitats, Orion Black, i la seva mare, Walburga Black. Eren cosins.

- Pel que sembla, segons ha confirmat l'Helena Bonham Carter (la Bel·latrix Lestrange a HP5), ella va plorar quan va llegir la mort d'en Sirius Black al cinquè llibre. Diu que per a ella serà un repte haver de matar el personatge a la pel·lícula. En Gary Oldman treballa amb ella a la cinquena pel·lícula la qual s'estrenà en cinemes el 13 de juliol del 2007.